# Ailanthus integrifolia
Ailanthus integrifolia är en bittervedsväxtart. Ailanthus integrifolia ingår i släktet gudaträdssläktet och familjen bittervedsväxter.
Denna växt förekommer i Indien, Vietnam, Malaysia, på olika indonesiska öar, på Nya Guinea och på Salomonöarna. Den är utformad som träd och ingår i regnskogar. Arten når 900 meter över havet.
För beståndet är inga hot kända. IUCN listar arten som livskraftig (LC).

## Underarter
Arten delas in i följande underarter:
- A. i. calycina
- A. i. integrifolia